# Món cuốn

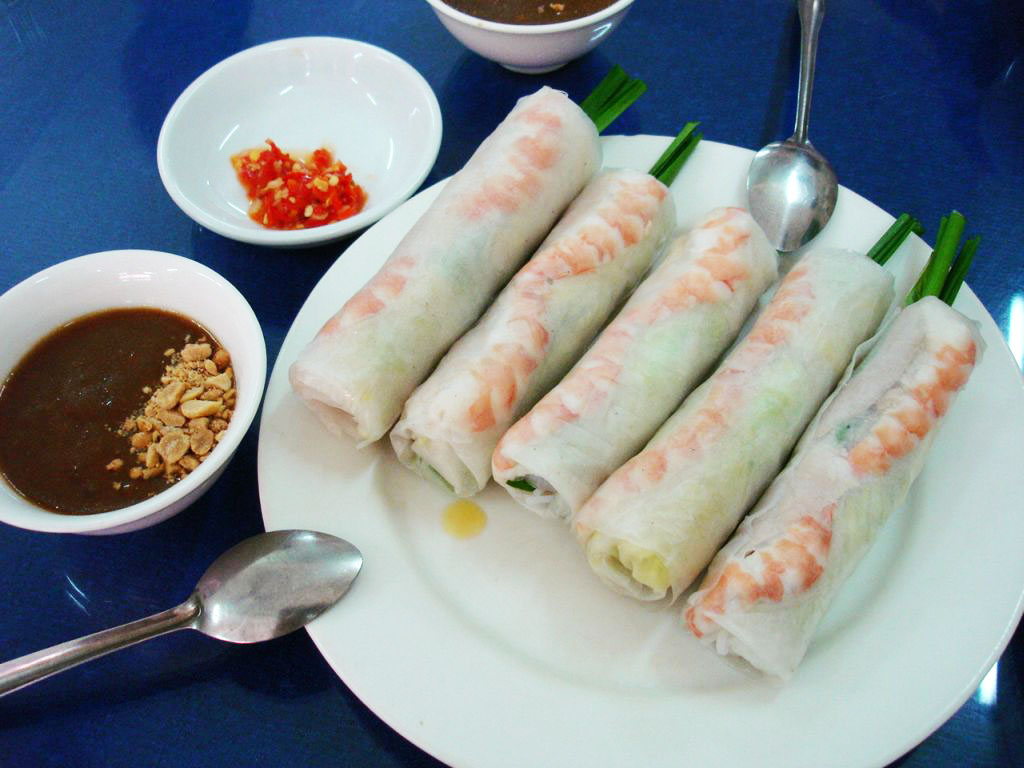
Rollos de verano.

El món cuốn es un rollo vietnamita que incluye varios ingredientes, incluyendo verduras y hojas de hierbas, envueltos en papel de arroz (bánh tráng). La variedad de posibles ingredientes permite que la gente seleccione solo los que quieren, según sus gustos (esto se llama rau ăn kèm o rau sống). Este plato siempre se sirve con una salsa para mojar llamada nước chấm.
El món cuốn se come con los dedos, y los ingredientes se preparan con antelación pero los comensales elaboran sus propios rollos. Es pues también una auténtica variedad de comida rápida por la rapidez de su preparación, aunque se inventó hace mucho.
El món cuốn representa la rica diversidad de la gastronomía y cultura vietnamitas.

## Variedades
- Bánh cuốn
- Bánh tráng phơi sương Trảng Bàng
- Bánh ướt thịt nướng
- Bò bía
- Bò cuốn lá lốt
- Chả giò o rollo de primavera
- Chả giò rế
- Cuốn cá lóc hấp nước dừa
- Cuốn cá nục
- Cuốn đầu heo ngâm chua
- Cuốn diếp
- Cuốn nem nướng
- Cuốn ốc gạo
- Cuốn tôm chua thịt luộc
- Gỏi cuốn o rollo de verano

- Datos: Q9048201